# Germanijev dioksid
Germanijev dioksid, Germanijev (IV) oksid ili samo Germania je anorganski kemijski spoj s kemijskom formulom GeO2. Glavni je izvor elementarnog germanija u prirodi. Nastaje oksidiranjem germanija na njegovoj površini. Ima veliku sposobnost zaštite od korozije.
U prirodi se javlja u obliku bijelog kristala ili praha. U kristalnom obliku ima uglavnom ima šesterokutnu (heksagonsku) kristalnu rešeteku, iako se u određenim uvjetima pojavljuje i kao tetragonski kristalni sustav. U heksagonskom krstalnom obliku ima koordinacijski broj 4, poput silicijeva dioksida (β-kremena), dok mu u tetragonskom obliku koordinacijski broj iznosi 6. Amorfni (staklasti) GeO2 ima jednaku strukturu kao taljeni silicijev dioksid.
Lako se može dobiti i u kristalnom i u amorfnom obliku. GeO2 amorfnog oblika koji nastaje pri normalnom tlaku ima tetraedarsku strukturu. Povećanjem tlaka za 9 GPa (gigapaskala) njegov koordinacijski broj će porasti s 4 na 5, što se odražava na duljinu veza između germanija i kisika u spoju. Na višim tlakovima, poput 15 GPa, koordinacijski broj germanijeva dioksida doseći će vrijednost od 6. Pri standardnom tlaku (100 kPa) građen je od oktaedara.

## Vanjske poveznice
- PubChem - germanijev dioksid (engl.)